# Andrés Pajares
Andrés Pajares Martín (Madrid, 6 de abril de 1940) es un actor, director, guionista y humorista de cine, teatro y televisión español.

## Biografía
Se inició como actor cómico en salas de fiestas y en las compañías musicales de Antonio Machín, Manolo Escobar y Tony Leblanc. Encabezó una cartelera por primera vez junto a Antonio Casal y actuó con Sara Montiel y Rocío Jurado antes de formar su propia compañía de revistas (Más vale pájaro en mano, Del coro al caño, La risa está servida). Alternó los escenarios con el café-teatro, especialidad donde alcanzó peculiar relieve, y grabó varios discos a la vez. 
Intervino también en numerosos programas de televisión, especialmente con un personaje, El currante, que él mismo llevó al cine años después.
Comenzó a participar en proyectos cinematográficos con cierta asiduidad a partir de finales de los años 60, ocasionalmente en papeles que explotaban los clichés de joven homosexual o afeminado de la época. Véase Un lujo a su alcance (1975), de Ramón Fernández, entre otras.
En 1979 tiene lugar un relanzamiento de su carrera cinematográfica, formando pareja cómica junto a Fernando Esteso. Pajares y Esteso trabajaron juntos en once películas con Mariano Ozores como director; con ellas consiguieron una gran repercusión y popularidad a nivel nacional. El dúo trabajó en el cine hasta 1983, cuando rodaron La Lola nos lleva al huerto, su última película en común. Cuatro años después volvieron a coincidir, esta vez sobre los escenarios, en la obra La extraña pareja, de Neil Simon, dirigidos por José Osuna.
Ya separado profesionalmente de Fernando Esteso, siguió trabajando como actor de cine y de televisión. En 1990 llegó la culminación de su carrera como actor gracias a ¡Ay, Carmela!, con la que consiguió, entre otros, un Goya de la Academia y el premio al mejor actor del festival de Montreal.
En 1996 participó como actor, junto a María Barranco, en Bwana y, posteriormente, en producciones televisivas como ¡Ay, Señor, Señor! (1994-1995) y Tío Willy (1998-1999).
Al margen de su carrera profesional, es también conocido en España por su vida privada y su familia. De vez en cuando se deja ver por alguno de los platós de televisión en programas del corazón y también en revistas de la prensa rosa.
En 2008, coincidiendo con sus cincuenta años de carrera artística, estrenó la obra de teatro A mi manera de hacer, en la que recreó sus números más populares. Al poco tiempo del estreno, el 28 de febrero de ese mismo año, dicha obra dejó de representarse por problemas personales del actor, aunque posteriormente hizo un papel protagonista en El oro de Moscú y en la película La daga de Rasputín dirigida por Jesús Bonilla, con gran éxito de taquilla. Andrés Pajares es actualmente el decano de los actores cómicos españoles.

## Vida privada
Se casó con la actriz María del Carmen Burguera, de la que enviudó en 1973 y con la que tuvo a su hijo Andrés Burguera (1966). En 1975 contrajo matrimonio con Ascensión «Chonchi» Alonso, madre de su hija Mari Cielo (1976); se separaron en 1997. Posteriormente mantuvo una relación con Concepción Jiménez "Conchi" entre 1997 y 2003. En marzo de 2003 hizo público que tenía otra hija de nombre Eva, nacida en 1971. Su última relación sentimental conocida es, desde 2016, con quien fue su secretaria, Juana Gil. El 5 de diciembre de 2019 se casó con ella por lo civil.

## Premios
Premios Goya
| Año  | Categoría   | Película      | Resultado |
| ---- | ----------- | ------------- | --------- |
| 1990 | Mejor actor | ¡Ay, Carmela! | Ganador   |

Medallas del Círculo de Escritores Cinematográficos
| Año  | Categoría   | Película      | Resultado |
| ---- | ----------- | ------------- | --------- |
| 1991 | Mejor actor | ¡Ay, Carmela! | Ganador   |

## Filmografía
| Año  | Título                                              | Personaje                             | Dirección                                  |
| ---- | --------------------------------------------------- | ------------------------------------- | ------------------------------------------ |
| 1961 | Tierra brutal                                       | Mejicano                              | Michael Carreras                           |
| 1968 | El marino de los puños de oro                       | Darío                                 | Rafael Gil                                 |
| 1969 | La vida sigue igual                                 | Quique                                | Eugenio Martín                             |
| 1969 | Un adulterio decente                                | Federico Latorre                      | Rafael Gil                                 |
| 1970 | Los extremeños se tocan                             | Roberto                               | Alfonso Paso                               |
| 1972 | En un mundo nuevo                                   | Chefalo Palermo                       | Fernando García de la Vega y Ramón Torrado |
| 1972 | Los novios de mi mujer                              | Heriberto Marmolejo "Pepín de Triana" | Ramón Fernández                            |
| 1973 | ¡Qué cosas tiene el amor!                           | Paco                                  | Germán Lorente                             |
| 1973 | Me has hecho perder el juicio                       | Diego                                 | Juan de Orduña                             |
| 1974 | Como matar a papá... sin hacerle daño               | Enrique                               | Ramón Fernández                            |
| 1975 | Un lujo a su alcance                                | Rosario                               | Ramón Fernández                            |
| 1975 | En el Frente Miñano                                 |                                       |                                            |
| 1979 | Los bingueros                                       | Amadeo Saboya                         | Mariano Ozores                             |
| 1979 | Los energéticos                                     | Agapito/ Anacleto/ Abuelo Mondongo    | Mariano Ozores                             |
| 1980 | Yo hice a Roque III                                 | Roque Tercero González                | Mariano Ozores                             |
| 1980 | El liguero mágico                                   | Armando Bollos                        | Mariano Ozores                             |
| 1981 | Los chulos                                          | Arcadio, el seminarista               | Mariano Ozores                             |
| 1981 | ¡Qué gozada de divorcio!                            | Alberto                               | Mariano Ozores                             |
| 1981 | Los liantes                                         | Amador González                       | Mariano Ozores                             |
| 1981 | Brujas mágicas                                      | Diego                                 | Mariano Ozores                             |
| 1982 | Todos al suelo                                      | Aniceto García, Nº1                   | Mariano Ozores                             |
| 1982 | Cristóbal Colón, de oficio... descubridor           | Cristóbal Colón                       | Mariano Ozores                             |
| 1982 | Padre no hay más que dos                            | Amalio                                | Mariano Ozores                             |
| 1982 | El hijo del cura                                    | Padre Redford                         | Mariano Ozores                             |
| 1983 | El currante                                         | Manolo Alcores                        | Mariano Ozores                             |
| 1983 | Agítese antes de usarla                             | Algimiro, falso médico                | Mariano Ozores                             |
| 1983 | Los caraduros                                       | Cliente del restaurante               | Antonio Ozores                             |
| 1984 | La Lola nos lleva al huerto                         | Ataulfo Tovar                         | Mariano Ozores                             |
| 1984 | Playboy en paro                                     | Pedro                                 | Tomás Aznar                                |
| 1985 | La hoz y el Martínez                                | Juan Martínez                         | Álvaro Sáenz de Heredia                    |
| 1985 | El donante                                          | Tato Montoni                          | Ramón Fernández                            |
| 1987 | Moros y cristianos                                  | Marcial                               | Luis García Berlanga                       |
| 1987 | El embarazado                                       | Mariano                               | Juan Ignacio Galván y Andrés Pajares       |
| 1987 | Desmadre matrimonial                                | Pepe, Paco, Mariano, .....            | Juan Guerra y Andrés Pajares               |
| 1990 | ¡Ay, Carmela!                                       | Paulino                               | Carlos Saura                               |
| 1992 | Makinavaja, el último choriso                       | Maki                                  | Carlos Suárez                              |
| 1993 | Semos peligrosos (uséase Makinavaja 2)              | Maki                                  | Carlos Suárez                              |
| 1996 | Bwana                                               | António                               | Imanol Uribe                               |
| 1997 | Náufragos (cortometraje)                            | Él                                    | Andrés Pajares                             |
| 1998 | Grandes ocasiones                                   | António                               | Felipe Vega                                |
| 2003 | El oro de Moscú                                     | Director de hospital                  | Jesús Bonilla                              |
| 2004 | Tiovivo c. 1950                                     | Romualdo                              | José Luis Garci                            |
| 2009 | Mi mujer me pone los cuernos... o no (cortometraje) | Detective Torres                      | Víctor Olid                                |
| 2011 | La daga de Rasputín                                 | Director de hospital                  | Jesús Bonilla                              |
| 2014 | Torrente 5                                          | Recepcionista                         | Santiago Segura                            |

Director
- El donante - 1985
- El embarazado - 1987
- Desmadre matrimonial - 1987
- Náufragos - 1997

Guionista
- Antoñito José, genio y figura - 1988
- Desmadre matrimonial - 1989
- Náufragos - 1997

## Televisión
- Pajares & CIA Docuserie (Atresplayer Premium, 2022)
- Paquita Salas (Flooxer/Netflix, 2016-presente)
- ¡Arriba ese ánimo! (La 1, 2012)
- Especial Nochevieja 2003: Regreso al 2004: El día de fin de año (La 1, 2003)
- Tío Willy (La 1, 1998-1999)
- Gran gala de la Hispanidad (Telecinco, 1996)
- ¡Ay, Señor, Señor! (Antena 3, 1994-1995)
- Especial Nochevieja 1993(Antena 3, 1992)
- Especial Nochevieja 1990: Uno menos pa el 92 (La 1, 1992)
- Especial Nochevieja 1982 (La 1, 1982)
- Ding-Dong (La 1, 1980)
- Especial Nochevieja 1979 (La 1, 1979)
- 625 líneas (La 1, 1976-1978)
- Especial Nochevieja 1978 (La 1, 1979)
- Especial Nochevieja 1975 (La 1, 1975)
- Especial Nochevieja 1974: Feliz año nuevo (La 1, 1974)
- Pajareando (La 1, 1970)
- Especial Nochevieja 1969: Felices años 70 (La 1, 1970)